# Supercoupe de Tunisie de football 2019-2020
La Supercoupe de Tunisie de football 2019-2020 est la 16e édition de la compétition, un match de football disputé par les vainqueurs du championnat de Tunisie et de la coupe de Tunisie 2019-2020.
Le match se joue le 18 septembre 2021 au stade olympique de Radès entre l'Espérance sportive de Tunis, vainqueur du championnat, et l'Union sportive monastirienne, vainqueur de la coupe.
Il est dirigé par l'arbitre international Oussama Razgallah et retransmis en direct sur la Télévision tunisienne 1 et Al-Kass Sports Channel.

## Participants
| Équipe      | Qualification                      | Apparitions (en gras, l'équipe gagnante)                 |
| ----------- | ---------------------------------- | -------------------------------------------------------- |
| ES Tunis    | Vainqueur du championnat 2019-2020 | 8 (1960, 1970, 1979, 1985, 1986, 1993, 2001, 2019, 2020) |
| US Monastir | Vainqueur de la coupe 2019-2020    | Première participation                                   |

## Match
| 18 septembre 2021 | Espérance sportive de Tunis                 | 1-1             | Union sportive de monastirienne                 | Stade olympique de Radès, Radès | |
| 17:30             | Ben Romdhane 4e                             | (1-1, 1-1, 1-1) | 31e Tka                                         | Spectateurs : 0 (huis clos) Diffuseur : Télévision tunisienne 1 Al-Kass Sports Channel Arbitrage : Oussama Razgallah Arbitres assistants : Yemen Melouchi Aymen Ismaïl Walid Jridi | Spectateurs : 0 (huis clos) Diffuseur : Télévision tunisienne 1 Al-Kass Sports Channel Arbitrage : Oussama Razgallah Arbitres assistants : Yemen Melouchi Aymen Ismaïl Walid Jridi |
| 17:30             | Rapport                                     |                 |                                                 | Spectateurs : 0 (huis clos) Diffuseur : Télévision tunisienne 1 Al-Kass Sports Channel Arbitrage : Oussama Razgallah Arbitres assistants : Yemen Melouchi Aymen Ismaïl Walid Jridi | Spectateurs : 0 (huis clos) Diffuseur : Télévision tunisienne 1 Al-Kass Sports Channel Arbitrage : Oussama Razgallah Arbitres assistants : Yemen Melouchi Aymen Ismaïl Walid Jridi |
| 17:30             | Ben Romdhane · Chaalali · Chemmam · Bedrane | Tirs au but 3-5 | Oumarou · Tka · Ben Sghaïer · Jelassi · Abdelli | Spectateurs : 0 (huis clos) Diffuseur : Télévision tunisienne 1 Al-Kass Sports Channel Arbitrage : Oussama Razgallah Arbitres assistants : Yemen Melouchi Aymen Ismaïl Walid Jridi | Spectateurs : 0 (huis clos) Diffuseur : Télévision tunisienne 1 Al-Kass Sports Channel Arbitrage : Oussama Razgallah Arbitres assistants : Yemen Melouchi Aymen Ismaïl Walid Jridi |

|  |  |

| GK              | 1  | Moez Ben Cherifia       |  | 90+1e       |
| CB              | 12 | Khalil Chemmam          |  |             |
| LB              | 23 | Mohamed Amine Ben Hmida |  |             |
| RB              | 28 | Mohamed Amine Meskini   |  | 68e         |
| CB              | 30 | Abdelkader Bedrane      |  |             |
| DM              | 25 | Ghailene Chaalali       |  |             |
| DM              | 40 | Cedrik Gbo              |  | 90+2e 40e   |
| MF              | 5  | Ben Romdhane            |  | But inscrit |
| MF              | 10 | Hamdou Elhouni          |  |             |
| MF              | 26 | Rached Arfaoui          |  |             |
| FW              | 17 | Anayo Iwuala            |  | 77e         |
| Remplaçants :   |    |                         |  |             |
| GK              | 16 | Farouk Ben Mustapha     |  | 90+1e       |
| FW              | 7  | Alaeddine Marzouki      |  | 77e         |
| FW              | 9  | Zied Berrima            |  |             |
| MF              | 24 | Fedi Ben Choug          |  | 90+2e       |
| MF              | 33 | Farouk Mimouni          |  |             |
| MF              | 34 | Montassar Triki         |  |             |
| DF              | 37 | Bilel Chabbar           |  | 68e         |
| Sélectionneur : |    |                         |  |             |
| Radhi Jaïdi     |    |                         |  |             |

| Titulaires :    |    |                       |  |          |
| GK              | 32 | Béchir Ben Saïd       |  |          |
| DF              | 5  | Ousmane Ouattara (en) |  |          |
| RB              | 7  | Hakim Tka             |  | Remplacé |
| DF              | 15 | Ameur El Omrani       |  |          |
| LB              | 30 | Fahmi Ben Romdhane    |  | 90+2e    |
| MF              | 8  | Houssem Tka           |  |          |
| MF              | 13 | Hamza Jelassi         |  |          |
| MF              | 27 | Youssouf Oumarou      |  | 36e      |
| LS              | 9  | Youssef Abdelli       |  |          |
| RS              | 10 | Idriss Mhirsi         |  | 18e      |
| CS              | 19 | Zied Aloui            |  | 54e      |
| Remplaçants :   |    |                       |  |          |
| FW              | 18 | Abdelhakim Amokrane   |  | Entré    |
| DF              | 21 | Hichem Baccar         |  | Entré    |
| MF              | 24 | Roger Aholou          |  | Entré    |
| FW              | 27 | Maher Ben Sghaïer     |  | Entré    |
| M               | 9  | Haykeul Chikhaoui     |  |          |
| Sélectionneur : |    |                       |  |          |
| Mourad Okbi     |    |                       |  |          |

## Statistiques
| Première mi-temps   | Première mi-temps | Première mi-temps |
|                     | EST               | USMO              |
| ------------------- | ----------------- | ----------------- |
| Buts marqués        | 1                 | 1                 |
| Total des tirs      | 2                 | 1                 |
| Tirs cadrés         | 1                 | 1                 |
| Possession de balle | 54 %              | 46 %              |
| Corners             | 2                 | 2                 |
| Cartons jaunes      | 1                 | 2                 |
| Cartons rouges      | 0                 | 0                 |

| Seconde mi-temps    | Seconde mi-temps | Seconde mi-temps |
|                     | EST              | USMO             |
| ------------------- | ---------------- | ---------------- |
| Buts marqués        | 0                | 0                |
| Total des tirs      | 2                | 3                |
| Tirs cadrés         | 0                | 1                |
| Possession de balle | 52 %             | 48 %             |
| Corners             | 9                | 1                |
| Cartons jaunes      | 1                | 0                |
| Cartons rouges      | 0                | 0                |

| Match complet       | Match complet | Match complet |
|                     | EST           | USMO          |
| ------------------- | ------------- | ------------- |
| Buts marqués        | 1             | 1             |
| Total des tirs      | 4             | 4             |
| Tirs cadrés         | 1             | 2             |
| Possession de balle | 53 %          | 47 %          |
| Corners             | 6             | 4             |
| Cartons jaunes      | 2             | 2             |
| Cartons rouges      | 0             | 0             |